# 会计学
会计（英語：Accounting or Accountancy）是经济实体資訊的處理過程，包括对企业及法人團體的财务及非财务資訊之计量、处理與交流。会计被称为“商业语言”，通常衡量一个组织的经济活动结果，并将这些信息传达给各种利益相关者，包括投資人、债权人、管理层及监管者。会计的从业人员称作「會計（人員）」，獲得法定專業資格者為「會計師」。会计的知識主體「会计學」是一门应用学科，是一门重要的管理学科，也是社会科学的一部分。
会计可以分为几个领域，包括财务会计、管理会计、政府会计和成本会计等，也可分为盈利会计和非盈利会计。财务会计侧重于向信息的外部用户，如投资者、监管者和供应商报告组织的财务信息，包括编制财务报表；而管理会计侧重于计量、分析和报告信息，供管理层内部使用。记录财务交易，以便在财务报告中提出财务摘要，被称为簿记，其中复式簿记是最常见的系统。会计信息系统是设计出支持会计职能和相关活动的系统。在东亚，审计学是从会计学分化出来的一门学科。现代审计的理论和方法，以及其研究的任务和会计学不完全相同，狭义会计学不包括审计学。
在人类历史上，会计以各种复杂的形式和程度存在。今天使用的复式记账系统是在中世纪的欧洲，尤其是在威尼斯发展起来的，通常将此发明归功于意大利数学家和方济各会修士——卢卡·帕西奥利。在现代，会计准则由标准制定者、会计师事务所和会计专业机构等会计组织推动。财务报表通常由会计师事务所审计，并按照公认的会计准则编制。在实行大陆法系的国家，会计准则一般采用法定主义，国家制订一系列具体的会计法规、甚至包括统一的会计科目表，如中国、法国，德国。在实行普通法的国家，会计准则由民间专业团体制订，如英美的《一般公认会计原则》（GAAP）。截至2012年，“所有主要经济体”都计划向《国际财务报告准则》（IFRS）靠拢或采用。

## 历史

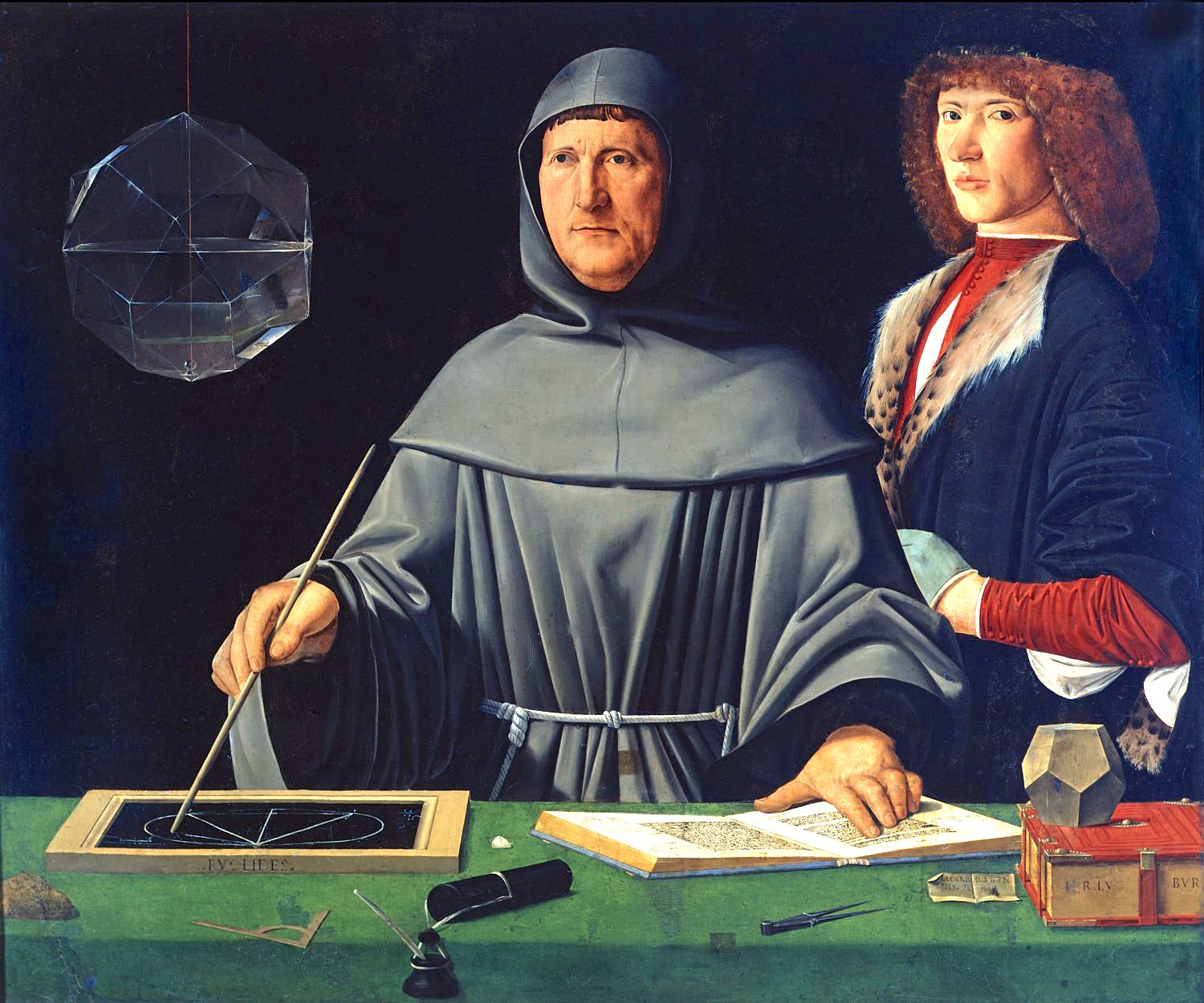
卢卡·帕西奥利的肖像，由雅各布·德巴尔巴里在1495年绘制，藏于国立卡波迪蒙特博物馆

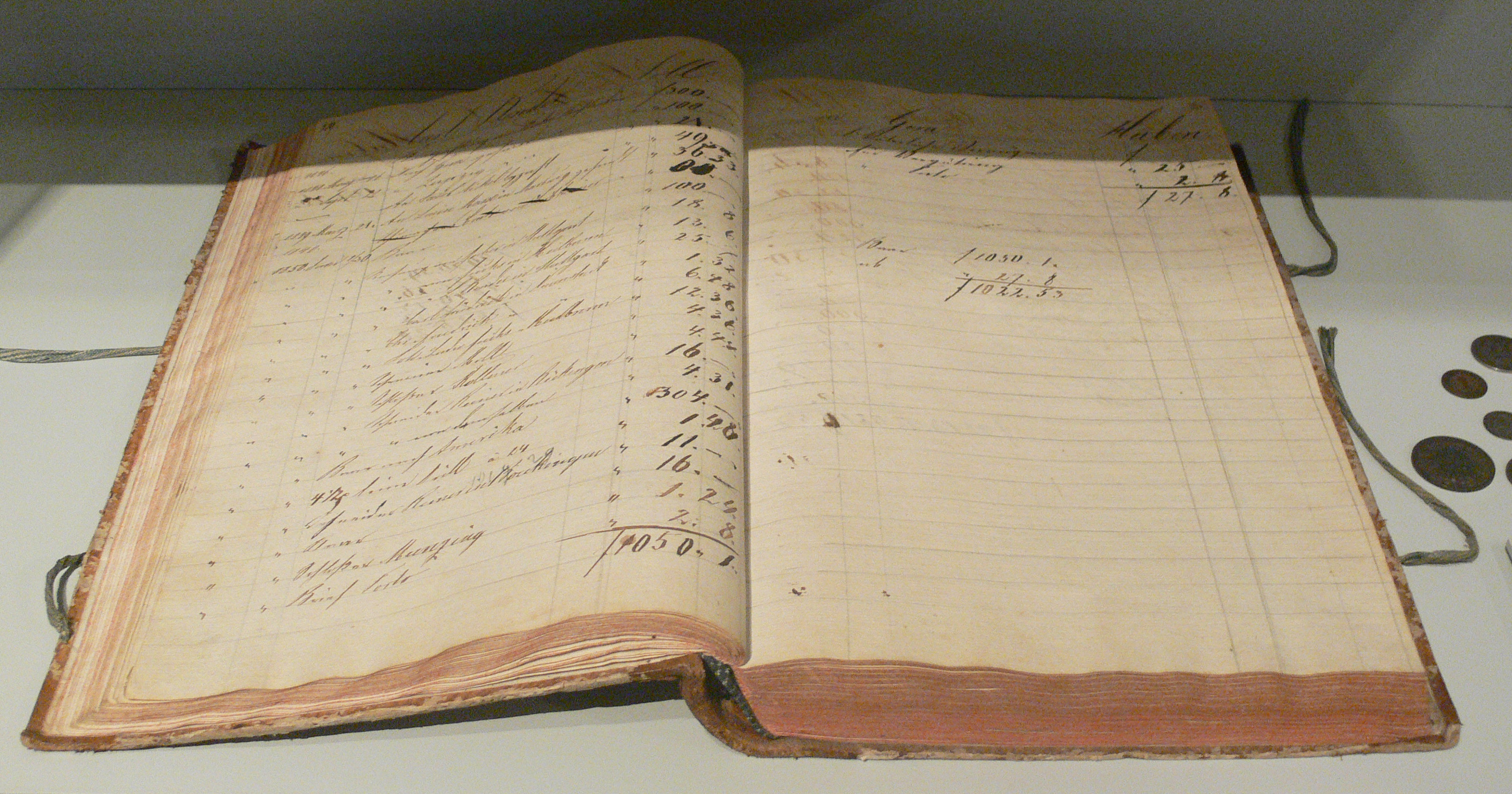
19世纪初分类账

会计有几千年的历史，可以追溯到古代文明。会计的早期发展可以追溯到古美索不达米亚，其与书写、计数和货币的发展密切相关；还有证据表明古伊朗有早期的簿记形式，以及古埃及人和巴比伦尼亚人有早期的审计系统。奥古斯都皇帝时期，古罗马政府拥有获得详细财务信息的能力。
复式记账法在中世纪早期中东的犹太社区首创，并在中世纪的欧洲得到进一步完善。随着股份制公司的发展，会计分为财务会计和管理会计。
第一本关于复式簿记系统的出版著作是卢卡·帕西奥利（“会计之父”）于1494年在意大利出版的Summa de arithmetica。会计在19世纪开始过渡到成為一个有组织的职业。1880年，英格兰的地方专业协会合并成英格兰与威尔士特许会计师协会。

## 词源
会计（英語：accounting）和会计学（英語：accountancy）这两个词在19世纪中期就已经在英国使用，它们是由18世纪使用的单词accomppting和accountantship演变而来。在中古英语中（大约在12世纪到15世纪末之间使用），动词account的形式是accen，它来自古法语单词aconter，而后者又与通俗拉丁语单词computare有关，意思是“计算”。computare的基础是putare，“有修剪、净化、纠正账目等不同的意思，因此，有计数或计算的意思，也有思考的意思”。

### 专业术语
会计有不同的定义，可指保存或编制公司交易的财务记录，分析、核实和报告这些记录，以及“会计的原则和程序”；也可指作为一个会计师的工作。
会计师指的是职业或专业。

## 分类
会计学有数个子领域或学科领域，包括财务会计、管理会计、审计、税务和会计信息系统等。

### 财务会计
财务会计侧重于向信息的外部用户，如投资者、潜在投资者和债权人报告一个组织的财务信息。它计算和记录商业交易，并根据一般公认会计准则（GAAP）为外部用户编制财务报表。而GAAP则产生于会计理论和实践之间的广泛共识，并随着时间的推移而改变，以满足决策者的需要。
财务会计产生面向过去的报告，例如，财务报表通常在会计期结束后的六到十个月内按年度或季度公布，报告内容是关于整个组织的各种财务状况。

### 管理会计
管理会计侧重于对信息的衡量、分析和报告，以帮助管理者做出决策，实现组织的目标。在管理会计中，内部措施和报告基于成本效益分析，不需要遵循公认会计准则（GAAP）。2014年，CIMA创建全球管理会计原则（GMAPs）。这些原则是来自五大洲20个国家的研究结果，旨在指导该学科的最佳实践。
管理会计产生面向过去的报告，时间跨度很大，但它也包括面向未来的报告，如预算。管理会计报告通常包括财务和非财务信息，并可能侧重于特定的产品和部门。

### 审计
在会计方面，审计是“对一个组织的财务报表进行无偏见的检查和评价”。审计是一种系统的、常规的专业服务。
对财务报表进行审计的目的是对财务报表表达或不表达独立意见。审计师根据公认会计准则（GAAP）和“在所有重大方面”，对财务报表是否公平地反映一个实体的财务状况、经营成果和现金流表示独立意见。审计师还需要确定GAAP是否得到一致遵守。

### 資訊系统
会计信息系统是一个组织的信息系统的一部分，用于处理会计数据。许多公司使用基于人工智能的信息系统。银行和金融业将人工智能用于欺诈检测。零售业将人工智能用于客户服务。人工智能也被用于网络安全行业。会计信息系统涉及使用统计和建模的计算机硬件和软件系统。
在会计计算机软件的帮助下，许多会计实践得到简化。企业资源规划（ERP）系统通常用于大型组织，它提供一个全面、集中、综合的信息来源，公司可以用它来管理所有主要的业务流程，从采购到制造到人力资源。这些系统可以是基于云，通过应用程序或浏览器按需提供，也可以是安装在特定计算机或本地服务器上的软件，这种方式通常被称为内部部署。

### 法务会计
法务会计是会计的一个专业实践领域，描述的是由实际或预期的纠纷或诉讼导致的业务。“法务”的意思是“适合在法庭上使用”，法务会计人员通常必须按照这一标准和潜在结果工作。

## 组织

### 事务所
根据公司的规模，法律上可能要求公司的财务报表由合格的审计师进行审计，而审计工作通常由会计师事务所进行。
十九世纪末和二十世纪初，美国和欧洲的会计师事务所不断增加，通过几次合并，到二十世纪中叶出现大型国际会计师事务所。二十世纪末，进一步的大型合并导致“五大”会计师事务所在审计市场上的主导地位。安达信、德勤、安永、毕马威和普华永道。安达信在安然丑闻案发生后消亡，五大会计师事务所变为四大。

### 准则制定者
一般公认会计准则（GAAP）是由国家监管机构发布的会计准则。此外，国际会计准则理事会（IASB）发布由147个国家实施的国际财务报告准则（IFRS）。国际审计和鉴证、道德、教育和公共部门会计的标准都由国际会计师联合会（IFAC）支持的独立标准制定委员会制定。国际审计和鉴证准则委员会制定审计、鉴证和质量控制的国际标准；国际会计师道德准则委员会（IESBA）制定国际上适当的基于原则的《专业会计师道德守则》；国际会计教育准则委员会（IAESB）制定专业会计教育标准；国际公共部门会计准则委员会（IPSASB）制定基于权责发生制的国际公共部门会计标准。
个别国家的组织可能会发布本国特有的会计准则。例如，在澳大利亚，澳大利亚会计准则委员会负责管理与国际财务报告准则相一致的会计准则的发布。在美国，财务会计准则委员会（FASB）发布构成美国公认会计原则基础的财务会计准则声明，而在英国，财务报告委员会（FRC）制定会计准则。不过，截至2012年，“所有主要经济体”都计划向IFRS靠拢或采用该准则。

## 教育、培训与资格证书

### 学位
大多数会计师和审计师职位要求至少有会计或相关领域的学士学位，一些雇主更喜欢有硕士学位的申请人。会计学位也可能是专业会计机构成员资格的要求，或者可以用来满足这些要求。例如，会计学位期间的教育可以用来满足美国注册会计师协会（AICPA）150个学期的要求，获得金融或会计学位后，可以成为英国注册会计师协会的准会员。
要想在会计学术界发展，例如担任大学的会计学教授，通常要有博士学位。哲学博士（PhD）和工商管理博士（DBA）是最受欢迎的学位。对于那些希望在学术界发展的人来说，博士是最常见的学位，而DBA课程一般侧重于使企业管理人员具备从事需要研究技能和资格的商业或公共职业的能力。

### 专业资格证书
会计专业资格证书包括特许会计师称号和其他资格。通常，各个国家有自己所承认的会计资格证书，只有这些拥有证书的人能够担任特殊的职位或签署特定的文件。

## 丑闻
在2001年，曾经发生一系列财务信息欺诈事件，涉及安然公司、审计公司安达信、电信公司世通、Qwest和Sunbeam等知名企业。这些问题突出会计准则、审计条例和公司治理有效性的必要性。在某些情况下，管理层操纵财务报告中的数字，以表现出更好的经济状况。在其他情况下，税收和监管激励措施鼓励公司过度杠杆化，并承担非常规和不合理的风险。
安然丑闻案对新法规的制定产生深远的影响，其促使财务报告的可靠性提升，并提高公众对拥有显示公司财务现实的会计准则以及审计公司的客观性和独立性的重要性的认识。
安然丑闻除了是美国历史上最大的破产重组，其无疑也是最大的审计失败，最终导致安达信公司解散，安达信公司当时是世界上最大的五家会计师事务所之一。在一系列涉及整个90年代进行的不正常会计程序的揭露之后，安然公司于2001年12月申请破产保护。
这些事件的一个后果是，在2002年美国通过了《萨班斯·奥克斯利法案》，这是安然公司首次承认欺诈行为的结果。该法案大大提高对证券欺诈的刑事处罚，例如在联邦调查中破坏、篡改或编造记录或任何欺骗股东的计划或企图。

## 外部連結
- Operations Research in Accounting （页面存档备份，存于） on the Institute for Operations Research and the Management Sciences website